# Martisserre
Martisserre ist eine französische Gemeinde mit 66 Einwohnern (Stand 1. Januar 2022) im Département Haute-Garonne in der Region Okzitanien (zuvor Midi-Pyrénées). Die Einwohner werden als Martisserrois bezeichnet.

## Geographie
Im Westen des Gemeindegebietes verläuft das Flüsschen Espienne, ein Zufluss der Aussoue.
Umgeben wird Martisserre von den sechs Nachbargemeinden:
| Mirambeau       | Garravet                                    |                  |
| L’Isle-en-Dodon | Kompassrose, die auf Nachbargemeinden zeigt | Frontignan-Savès |
|                 | Agassac                                     | Mauvezin         |

## Bevölkerungsentwicklung
| Jahr                      | 1962 | 1968 | 1975 | 1982 | 1990 | 1999 | 2004 | 2009 | 2016 |
| ------------------------- | ---- | ---- | ---- | ---- | ---- | ---- | ---- | ---- | ---- |
| Einwohner                 | 101  | 82   | 57   | 54   | 61   | 53   | 59   | 61   | 59   |
| Quelle: Cassini und INSEE |      |      |      |      |      |      |      |      |      |

## Sehenswürdigkeiten
- Kirche St-Martin
- Taubenhaus